# Jardim Júlio de Castilho
O Jardim Júlio de Castilho, também conhecido por Jardim de Santa Luzia é um jardim em Lisboa. Localiza-se no miradouro de Santa Luzia.
Possui um busto do escritor Júlio de Castilho, de autoria de Costa Motta (tio), inaugurado no dia 25 de Julho de 1929, uma homenagem da cidade ao célebre olisopógrafo. 
Destacam-se os painéis de azulejos que se encontram na parede sul da igreja, os quais representam a Conquista de Lisboa e a Praça do Comércio antes do terramoto, ambos da Fábrica Viúva de Lamego e de autoria de António Quaresma. 